# Кабане (титул)
Кабане (яп. 姓, かばね) — спадковий титул у стародавній Японії 5 — 8 століть, що визначав місце, роль, рівень аристократичності і рід занять голів родових організацій удзі в японській суспільно-політичній системі.

## Короткі відомості
Довкола походження слова «кабане» існує три основні теорії. Захисники першої твердять, що воно походить від титулу голів селищ «кабу-не», який дослівно означає «корінь пня» або «основа поселення» і позначає лідера певного населеного пункту. Апологети другої пов'язують «кабане» з давньояпонським словом «кабане» (кістяк), припускаючи, що в давньояпонському суспільстві поняття «кістка» було аналогічним поняттю «крові» в середньовічних аристократичних суспільствах Західного світу. Представники третьої теорії переконані, що ідея «кабане» прийшла до Японії з корейської держави Сілла, де існувала подібна до японської система спадкових «рангів кістки» ґольпум.
В 4 — 5 століттях кабане були титулами місцевої знаті — голів родових організацій удзі, але в 6 — 7 століттях, з посиленням влади вождів яматоських племен окімі, майбутніх Імператорів Японії, відбулась реформа японської суспільно-політичної системи, в результаті якої ці титули були ієрахізовані, прикріплені до певних державних посад, а право їх надання поступово монополізували яматоські монархи. Утворилася система родово-титульна система — система удзі-кабане, яка визначала місце і роль придворної та регіональної аристократії в молодій японській державі Ямато.
Найбільш представницькими кабане, що позначали ранг і ступінь придворних аристократичних родів в суспільно-політичній системі 5-6 століть, були:
- Кімі (君) — «принц», «княжич»
- Атаї (直) — «прямий слуга»
- Омі (臣) — «слуга», «придворний»
- Мурадзі (連) — «голова села»
- Міяцуко (造) — «палацовий син»
- Обіто (首)　—　«велика людина»

Існували також кабане для регіональної знаті:
- Куніноміяцуко (国造) — «крайовий палацовий син»
- Аґатанусі (県主) — «повітовий господар»
- Інаґі (稲置) — «коморний»

Серед усіх аристократичних титулів виділявся кабане Конікісі (王), який надавався лише нащадкам ванів знищенної корейської держави Пекче, з якою Японія була союзником.
У 684 році Імператор Темму провів реформу спадкових титулів, встановивши «вісім кабане».
- Махіто (真人)
- Асон (朝臣)
- Сукуне (宿禰)
- Імікі (忌寸)
- Мітіносі (道師)
- Омі (臣)
- Мурадзі (連)
- Інаґі (稲置)

Аристократичним родам удзі, які були в тісних стосунках з Імператорським домом, монарх надавав найвищі кабане «махіто», «асон» і «сукуне», намагаючись посилити свій вплив на японський політикум. Реформа сприяла диференціації знаті на вищу і нищу, укріплювала позиції придворних і послаблювала позиції регіональних аристократів.
З встановленням в Японії правової системи ріцурьо у 8 —　9 століття, яка зменшила родову корупцію та сприяла притоку здібних і неродовитих людей з провінції у японських центральний апарат, кабане втратили своє політичне значення. Вони позбулися зв'язку з рангами і посадами, перетворившись на формальний додаток до імені, показчик родовитості дому чи особи.
Останточно система кабане перестала існувати у 1875 році.